# Gaydar

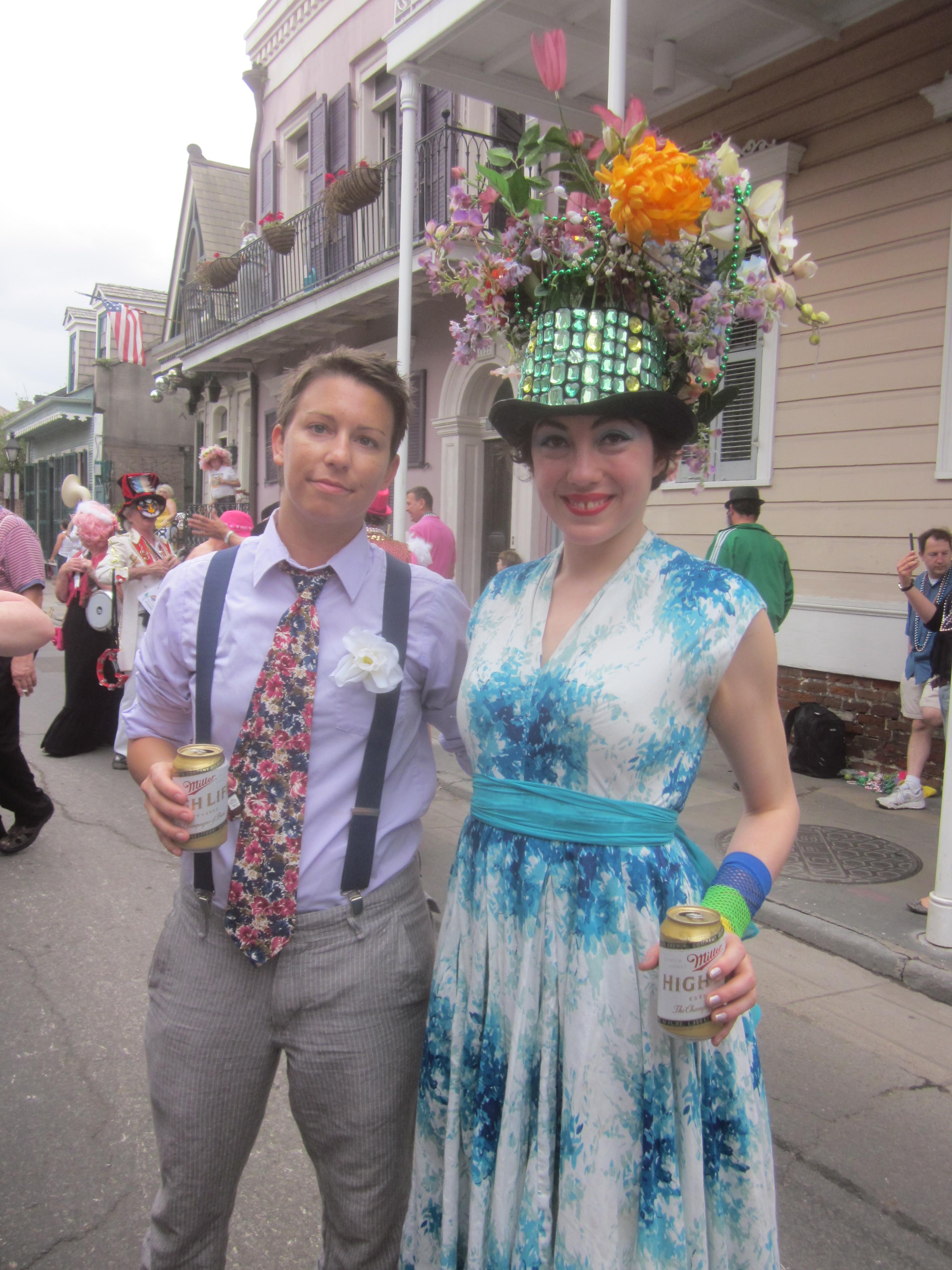
En lesbisk med klädsel som butch har ofta maskulina kläder.

Gaydar (Bögometer) är en teleskopord, bildat av orden gay (ursprungligen engelsk benämning för homosexuell) och radar. Begreppet syftar på en påstådd intuitiv förmåga att avgöra om en person är homo-, bi-, trans- eller heterosexuell, och grundas nästan uteslutande på outsagda ledtrådar och HBT-stereotyper, såsom bland annat kroppsspråk, ifrågasättande av traditionella könsroller och yrkesval.
Avgörandet av en persons sexuella läggning genom dennes uppträdande eller beteende utmanas i situationer där homosexuella män inte agerar på vad som anses vara typiskt homosexuellt sätt, eller när metrosexuella män (oavsett sexuell läggning) lever på ett sätt som är typiskt för fashionabla urbana homosexuella.